# Fuensanta Nieto
Fuensanta Nieto de la Cierva, née en avril 1957 à Madrid, est une architecte espagnole. 

## Biographie
Fuensanta Nieto a étudié à École technique supérieure d'architecture de Madrid. De 1986 à 1991, elle est co-directrice du journal d'architecture Arquitectura, publié par le Collège officiel d'Architecture de Madrid.
Elle est notamment connue pour être l'une des fondatrices du cabinet d'architecte Nieto Sobejano Arquitectos.
Elle fait partie du groupe d'architectes choisis pour la création du nouveau musée de Vannes, en Bretagne.

## Récompenses principales
- 2015 : Médaille Alvar-Aalto[3];

- 2017: Médaille d'or du mérite des beaux-arts